# Wilhelm Boudriot
Wilhelm Boudriot (* 12. November 1892 in Bonn; † 23. August 1948 in Bonn) war ein deutscher reformierter Theologe.

## Biografie
Boudriot wurde als Sohn des Metallwarenfabrikanten Wilhelm Boudriot geboren. Er begann 1911 sein dreijähriges Theologiestudium in Bonn.  1919 trat er in den Dienst der Kirche. 1924 wurde er an der Bonner Universität promoviert. 1932 wurde er als Pfarrer der Französisch-Reformierten Gemeinde in Offenbach am Main, Herrnstraße 66 gewählt. 1946 trat er eine Stelle als außerordentlicher Professor der reformierten Kirchengeschichte an der Johannes Gutenberg-Universität Mainz an.
Boudriot war aktives und führendes Mitglied der Bekennenden Kirche in der Zeit des Nationalsozialismus. Er sollte 1934 reformierter Kirchenminister in der Reichskirche werden, lehnte dieses Angebot aber aus Gewissensgründen ab. Im Ersten Weltkrieg diente er zuletzt als Leutnant der Reserve und wurde 1916 mit dem Eisernen Kreuz Zweiter Klasse ausgezeichnet. Während des Zweiten Weltkrieges wurde er nicht zum Kriegsdienst eingezogen, da er auf kirchlichen Antrag hin ab 1941 unabkömmlich gestellt wurde. Seine Rolle in der Bekennenden Kirche brachte ihm zahlreiche Nachstellungen der Gestapo ein. Gegen ihn angestrengte Strafverfahren wurden schließlich jedoch im Rahmen von Kriegsamnestien eingestellt.

## Werke
- Die altgermanische Religion in der amtlichen kirchlichen Literatur des Abendlandes vom 5. bis 11. Jahrhundert (1928)
- Johannes Calvin, Leben und Wirken (1939)